# Easington (Lancashire)
Easington is een civil parish in het bestuurlijke gebied Ribble Valley, in het Engelse graafschap Lancashire. In 2001 telde het dorp 52 inwoners. Vanwege de kleine omvang deelt het dorp een 'parish council' met Slaidburn.